# Anilios kimberleyensis
Espèce
Synonymes
- Ramphotyphlops kimberleyensis Storr, 1981
- Austrotyphlops kimberleyensis (Storr, 1981)

Statut de conservation UICN

 LC  : Préoccupation mineure
Anilios kimberleyensis est une espèce de serpents de la famille des Typhlopidae. 

## Répartition
Cette espèce est endémique d'Australie-Occidentale en Australie. Elle se rencontre dans le Kimberley.

## Description
Dans sa description Storr indique que le plus grand spécimen en sa possession mesure 296 mm dont 2,2 mm pour la queue. La couleur sombre de son dos s'estompe progressivement jusqu'à la teinte claire de sa face ventrale.

## Étymologie
Son nom d'espèce, composé de kimberley et du suffixe latin -ensis, « qui vit dans, qui habite », lui a été donné en référence au lieu de sa découverte, l'île de Bigge dans le Kimberley, l'une des neuf régions d'Australie Occidentale.

## Publication originale
- Storr, 1981 : The genus Ramphotyphlops (Serpentes: Typhlopidae) in Western Australia. Records of the Western Australian Museum, vol. 9, no 3, p. 235-271 (texte intégral).